# Huijbregt van de Venne
Huijbregt o Hubrecht o Hubertus van de Venne (L'Aia, 1634  circa – 1682  circa) è stato un pittore olandese del secolo d'oro.

## Biografia
Figlio di Adriaen van de Venne e fratello di Pieter, apprese l'arte della pittura dal padre, specializzandosi nella realizzazione di grisaglie.